# 4696 Arpigny
4696 Arpigny este un asteroid din centura principală, descoperit pe 15 octombrie 1985 de Edward Bowell.